# Hendrik Casimir
Hendrik Brugt Gerhard Casimir (ur. 15 lipca 1909 w Hadze, zm. 4 maja 2000 w Heeze) – holenderski fizyk teoretyczny, pracownik laboratoriów Philipsa, upamiętniony nazwą kwantowego zjawiska Casimira.

## Życiorys
Urodził się w Hadze. Studiował fizykę teoretyczną na Uniwersytecie w Lejdzie pod kierownictwem Paula Ehrenfesta. Podczas studiów miał okazję przez 18 miesięcy uczęszczać na zajęcia prowadzone przez Nielsa Bohra. W 1931 roku obronił pracę doktorską dotyczącą fizyki kwantowej. W latach 1932–33 pracował z Wolfgangiem Paulim w Zurichu. W 1933 powrócił do Lejdy na Universiteit Leiden, a w roku 1938 został profesorem na tej uczelni. W 1942 roku Casimir przeniósł się do Eindhoven, gdzie podjął pracę w laboratoriach Philipsa.  Od 1946 był członkiem Królewskiej Holenderskiej Akademii Sztuk i Nauk.
Casimir razem z Dikiem Polderem w 1948 opublikował pracę dotyczącą wpływu oddziaływań kwantowych na siły powierzchniowe. Okazało się, że pomiędzy dwiema nienaładowanymi płytkami wykonanymi z przewodnika pojawia się nowa nieznana siła przyciągająca je do siebie, której źródłem są fluktuacje kwantowe wypełniające próżnię. Na jego cześć to zjawisko przyciągania nazwano efektem Casimira. Najnowsze badania potwierdziły prawdziwość jego teorii. 
W 1972 Casimir odszedł z pracy w laboratoriach Philipsa na emeryturę. Cenił współpracę międzynarodową w nauce i znał kilka języków. W 1968 współtworzył Stowarzyszenie Europejskich Fizyków (ang. European Physical Society), a po przejściu na emeryturę został jego przewodniczącym. W 1982 otrzymał Pour le Mérite za Naukę i Sztukę.
Casimir oprócz nauki interesował się również poezją oraz grał na skrzypcach.

## Publikacje
W 1983 Casimir opublikował książkę popularnonaukową o kolejnych fazach rozwoju nauki Haphazard Reality - Half a Century of Science (Harper & Row, 1983).